# North Smithfield
North Smithfield ist eine Stadt in Providence County, Rhode Island, Vereinigte Staaten. Das U.S. Census Bureau hat bei der Volkszählung 2020 eine Einwohnerzahl von 12.588 ermittelt.

## Geographie
North Smithfield liegt im Bereich des historischen Blackstone River Valley an der Nordgrenze des Bundesstaates Rhode Island, etwa fünf Kilometer westlich von Woonsocket. Die Bundeshauptstadt Providence ist etwa 25 km entfernt. Zwischen Woonsocket und North Smithfield verläuft die Rhode Island State Route 146, hier unter dem Namen North Smithfield Expressway.
Das Stadtgebiet hat eine Fläche von 64,1 km², die mittlere Höhe beträgt 78 m über dem Meeresspiegel. Durch die Stadt verläuft der Branch River, und im Westen des Stadtgebietes ist das Slatersville Reservoir aufgestaut, das aus zwei Teilseen besteht. 
Aufgrund der Besonderheiten der Verwaltungsgliederung von Neuengland liegen mehrere Dörfer im Stadtgebiet von North Smithfield, darunter die historischen Dörfer Forestdale, Primrose, Waterford, Branch Village, Union Village, Park Square und Slatersville.

## Bevölkerung
Bei der Volkszählung 2000 wurden 10.618 Einwohner gezählt. Mehr als 99 % der Einwohner waren Weiße. Das Pro-Kopf-Einkommen betrug 25.031 US-Dollar, etwa 3 % der Bevölkerung lebte unter der Armutsgrenze.

## Geschichte
Britische Kolonisten gründeten im 17. Jahrhundert im heutigen nördlichen Rhode Island eine Siedlung, die sie nach der damals unabhängigen Stadt Smithfield benannten, heute ein Stadtteil im Norden von London. Die Siedlung war ein Teil von Smithfield (Rhode Island), bis 1871 die heutige Stadt North Smithfield gegründet wurde.
Wie auch in Pawtucket, das im Blackstone River Valley, einer der frühesten amerikanischen Industrielandschaften, etwa 25 km flussabwärts liegt, war das Stadtgebiet von North Smithfield durch Textilindustrie geprägt, die auf den Bau von Textilmühlen und Baumwollspinnereien durch Samuel Slater zurückging, der 1793 die erste erfolgreich arbeitende Baumwoll-Spinnmaschine mit einem voll mechanisierten Kraftübertragungssystem in Pawtucket installierte. Slater und sein Bruder John gründeten die Siedlung Slatersville im Jahr 1803 mit Arbeiterhäusern und Handelsgebäuden rund um eine Textil-Mühle. Slatersville wird als eine der ersten geplanten industriellen Mühlensiedlungen bezeichnet.

## Söhne und Töchter der Stadt
- Joseph O’Donnell (1925–2005), Politiker
- David Rawlings (* 1969), Folkmusiker
- Jeff Jillson (* 1980), Eishockeyspieler